# Charles S. Hyneman
Charles S. Hyneman (* 1900 im Gibson County, Indiana; † 20. Januar 1985) war ein US-amerikanischer Rechts- und Politikwissenschaftler, der 1961/62 als Präsident der American Political Science Association (APSA) amtierte. Zu diesem Zeitpunkt war er Professor an der Indiana University Bloomington.
Hyneman machte 1923 den Bachelor-Abschluss und 1925 das Master-Examen an der Indiana University und wurde 1929 an der University of Illinois zum Ph.D. promoviert. Von 1928 bis 1930 war er Dozent für Politikwissenschaft an der Syracuse University, bevor er von 1930 bis 1937 als Assistant Professor an die University of Illinois zurückkehrte. Dann wurde er Professor an der Louisiana State University. Während des Zweiten Weltkrieges bekleidete Hyneman verschiedene Regierungsposten. 1947 wurde er Professor an der Northwestern University, 1956 wechselte er an die Indiana University und wurde dort 1961 zum Distinguished Professor ernannt.

## Schriften (Auswahl)
- The Supreme Court on trial. Atherton Press, New York 1963.
- The study of politics. The present state of American political science. University of Illinois Press, Urbana 1959.
- Bureaucracy in a democracy. Harper 1950.
- The first American neurality. The University of Illinois, Urbana 1934.